# Eremopola lenis
Eremopola lenis är en fjärilsart som beskrevs av Otto Staudinger 1892. Eremopola lenis ingår i släktet Eremopola och familjen nattflyn. Inga underarter finns listade i Catalogue of Life.